# Triceratops horridus
Triceratops horridus (Marsh, 1889), è una delle due specie appartenenti al genere Triceratops. I ritrovamenti di reperti portarono inizialmente gli esperti ad ipotizzare l'esistenza di almeno 14 specie di Triceratops, ma studi successivi e più accurati ridussero tale cifra, facendo ricadere molte specie ipotizzate sotto questa specie: ad oggi sono due le specie universalmente accettate: T. horridus e T. prorsus.
T. horridus è la specie che poteva raggiungere le dimensioni maggiori, con 9 metri di lunghezza, 3 di altezza ed un peso superiore alle 6 tonnellate.
Le corna sopraorbitali erano grandi ed incurvate e potevano superare il metro di lunghezza, mentre il corno nasale era relativamente piccolo e rivolto verso l'alto.